# Pak Nam-chol (1985)
Pak Nam-chol (en coreano: 박남철; Pyongyang, Corea del Norte; 2 de julio de 1985) es un exfutbolista norcoreano que jugaba como mediocampista.

## Selección nacional
Ha sido internacional con la Selección de fútbol de Corea del Norte en 35 partidos internacionales marcando cinco goles.

### Participaciones en Copas del Mundo
| Mundial                        | Sede      | Resultado    | Partidos | Goles |
| ------------------------------ | --------- | ------------ | -------- | ----- |
| Copa Mundial de Fútbol de 2010 | Sudáfrica | Primera fase | 3        | 0     |

## Clubes
| Club                    | País            | Año         |
| ----------------------- | --------------- | ----------- |
| 4.25                    | Corea del Norte | 2004 - 2012 |
| FC Rubin Kazan (cedido) | Rusia           | 2009 - 2011 |
| Muangthong United       | Tailandia       | 2012 - 2014 |
| Sisaket FC (cedido)     | Tailandia       | 2014        |